# 장미왕의 장례행렬

《장미왕의 장례행렬》(일본어: 薔薇王の葬列)는 일본의 만화가인 칸노 아야가 지은 작품이다. 윌리엄 셰익스피어의 사극인 《헨리 6세》와 《리처드 3세》를 원안으로 한 작품으로, 《월간 프린세스》(아키타 쇼텐)에 2013년 11월호부터 2022년 2월호까지 총 78화로 연재했다, 단행본은 전 17권으로 나왔다. 파생작으로는 《외전》, 《킹 오브 아이돌 장미 왕의 학원》, 《다섯 개의 막간》이 있다.

## 줄거리
흰장미의 요크 가문과 빨간 장미의 랭커스터 가문의 왕위 싸움인 장미 전쟁을 그린 작품이다. 주인공 리처드 3세를 양성 구유의 인물로 그린다.